# Donar Fluctus
Il Donar Fluctus è una struttura geologica della superficie di Io.